# ダンスインザムード
ダンスインザムード（欧字名:Dance in the Mood、2001年4月10日 - ）は、日本の競走馬、繁殖牝馬。
2004年の桜花賞（GI）、2006年のヴィクトリアマイル（GI）優勝馬である。2006年にはアメリカ合衆国の重賞・キャッシュコールマイル招待ステークス（G3）も制した。その他の勝ち鞍に、2004年のフラワーカップ（GIII）。

## 経歴

### 2歳 - 3歳

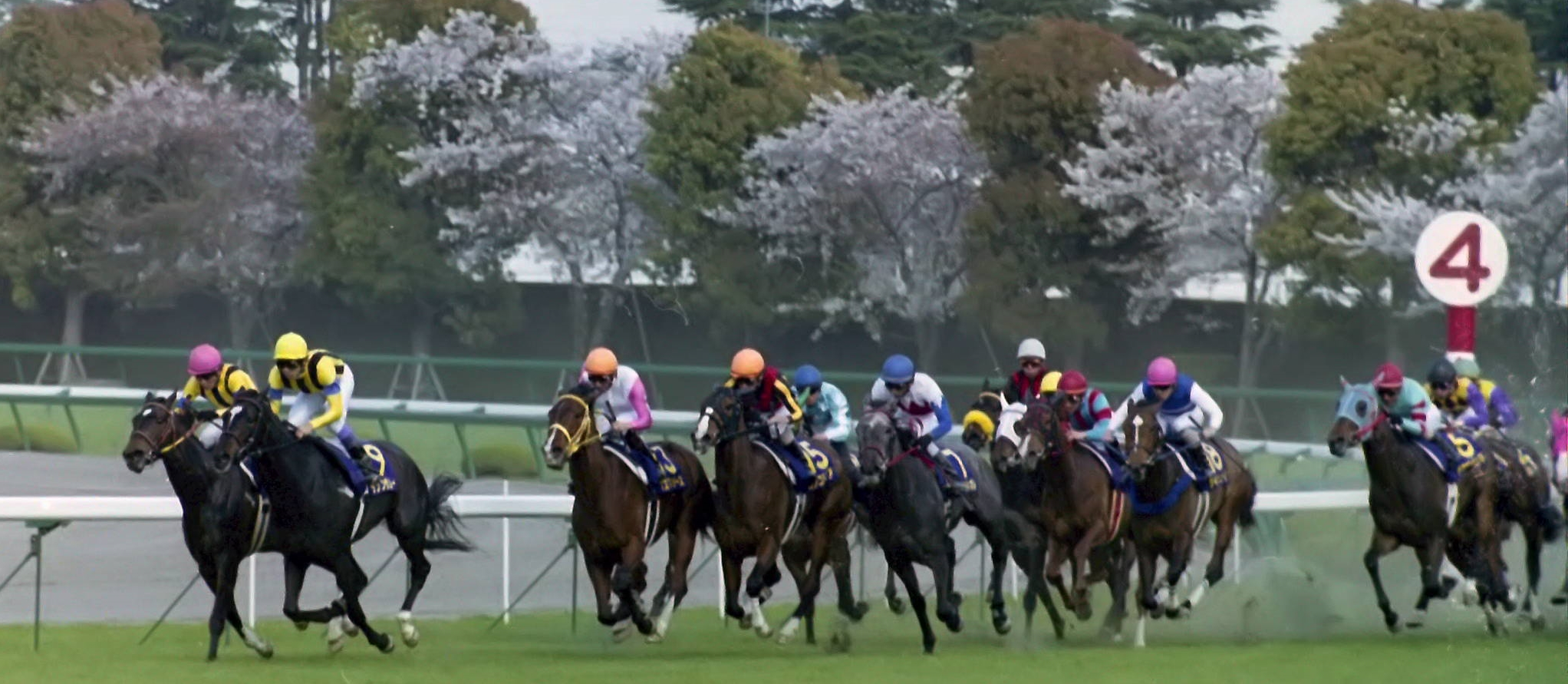
第64回桜花賞

2003年12月20日に中山の2歳新馬戦を6馬身差勝利でデビューすると、3歳初戦となった若竹賞も勝利。この時騎乗していた岡部幸雄に復帰後初勝利をもたらした。その後武豊を主戦に据え、フラワーカップを制し重賞初勝利。牝馬クラシック競走に向かう。その初戦、桜花賞では単勝2.9倍の1番人気に支持され、2着アズマサンダースに2馬身差をつけて4戦無敗で桜花賞を制した。これはメジロラモーヌ以来となる18年ぶりの関東馬の桜花賞勝利ともなった。
この後東京優駿（日本ダービー）に出走するのではないかと騒がれたが、優駿牝馬（オークス）に出走する。単勝1.4倍の圧倒的1番人気に推されるもののダイワエルシエーロに逃げ切りを許し4着に敗退。レース前から大量の発汗が目立つほど焦れ込んでいた。また、馬体重も+12kgと増えていた。このころから気性難が騒がれ始める。優駿牝馬後は日本調教の3歳牝馬としては異例のアメリカ遠征を選択。そのアメリカンオークス招待ステークスでは2着となった。
帰国後は牝馬三冠目の秋華賞にぶっつけで挑み、単勝1.7倍の1番人気に支持されるがスイープトウショウの4着に敗れる。調教師の藤沢和雄が次走に選択したのは天皇賞（秋）。ここでは単勝13番人気となるが、ゼンノロブロイの2着に好走し藤沢厩舎所属馬のワンツーとなった。その後はマイルチャンピオンシップに挑み、デュランダルの2着に入る。マイルチャンピオンシップの後は香港国際競走の香港カップに出走し、14頭中13着と惨敗するも、同年のJRA賞最優秀3歳牝馬を受賞した。

### 4歳
藤沢は「スタンド前発走が合わない」と語っており、4歳の初戦は京王杯スプリングカップとなったが9着、続く安田記念はシンガリ負けを喫するなど、ここからしばらく掲示板にも載れないという惨敗を続けるようになった。府中牝馬ステークスでは初騎乗となった北村宏司騎手の判断で、今までと違い最後方からの競馬を行い8着に敗れるが、出走馬最速の上がり3ハロン32秒7の末脚を繰り出す。結果的にこのレースを境に好調時の勢いを取り戻した本馬は次の天皇賞（秋）でヘヴンリーロマンスの3着と久々に好走し、続くマイルチャンピオンシップでも4着となった。

### 5歳
2006年初戦は読売マイラーズカップ。秋華賞以来、武豊が騎乗したが、ダイワメジャーの2着に敗れた。しかし次走、この年に創設されたJRAGIヴィクトリアマイルでは北村宏司の手綱に導かれ、内から鋭く伸びて優勝。GI2勝目を挙げ、当レースの初代女王、北村は初のGI勝利となった。続いて安田記念に出走するも5着に敗れる。その後、アメリカンオークスへ出走するアサヒライジングに帯同する形で再びアメリカへ遠征、キャッシュコールマイル招待ステークス (G3) では3コーナーから大外を追い上げ、4コーナーで先頭に立つとそのまま押し切り優勝した。
日本に帰り、毎日王冠に出走。ダイワメジャーと再び競り合う形となったが最後はクビ差敗れて2着となった。続いての天皇賞（秋）では最後の直線コースで伸びを欠き6着に敗れた。次走は得意のマイル戦のマイルチャンピオンシップに挑戦し、またもダイワメジャーにクビ差届かず2着となった。その後、引退レースとなった香港マイルに挑戦したが、内の馬の煽りもあってか12着に敗れた。2006年12月21日付けで競走馬登録を抹消され、引退。なお、この年のJRA賞最優秀4歳以上牝馬に選ばれている。

### 繁殖入り後
2007年より社台ファームで繁殖入りし、初年度はファルブラヴと交配された。2008年4月2日に初仔ダンスファンタジアを出産。この産駒の父ファルブラヴはG1競走を8勝しており、自身もGI競走を2勝していることからG1競走10冠ベイビーとして話題になった。ダンスファンタジアは2010年10月31日のデビュー戦から2連勝を飾り、その後2011年1月10日のフェアリーステークスを制した。
2021年11月6日をもって繁殖を引退。現在も社台ファームにて繋養されている。
第5回ヴィクトリアマイルの当日の第12競走であるJRAプレミアムレース「東京ロイヤルプレミアム」の人気投票で最多得票を獲得し、『ダンスインザムードメモリアル』の副名称を付与して施行することとなった。

## 競走成績
| 年月日 | 年月日 | 年月日 | 競馬場     | 競走名             | 格      | 頭 数 | 枠 番 | 馬 番 | オッズ （人気） | 着順 | 騎手           | 斤量 [kg] | 距離（馬場）  | タイム （上り3F） | タイム 差 | 勝ち馬/（2着馬）       |
| 2003.  | 12.    | 20     | 中山       | 2歳新馬            |         | 16    | 1     | 2     | 1.3（01人）     | 1着  | O.ペリエ       | 54        | 芝1600m（良） | 1:36.0 (36.6)     | -1.0      | （ジョリーダンス）     |
| 2004.  | 1.     | 25     | 中山       | 若竹賞             | 500万下 | 12    | 3     | 3     | 1.2（01人）     | 1着  | 岡部幸雄       | 54        | 芝1600m（良） | 1:34.3 (35.1)     | -0.1      | （ツィンクルヴェール） |
|        | 3.     | 20     | 中山       | フラワーC          | GIII    | 15    | 6     | 10    | 1.2（01人）     | 1着  | 武豊           | 54        | 芝1800m（重） | 1:50.9 (36.5)     | -0.2      | （ヤマニンアラバスタ） |
|        | 4.     | 11     | 阪神       | 桜花賞             | GI      | 18    | 5     | 9     | 2.9（01人）     | 1着  | 武豊           | 55        | 芝1600m（良） | 1:33.6 (34.2)     | -0.3      | （アズマサンダース）   |
|        | 5.     | 23     | 東京       | 優駿牝馬           | GI      | 18    | 3     | 5     | 1.4（01人）     | 4着  | 武豊           | 55        | 芝2400m（稍） | 2:27.8 (35.0)     | 0.6       | ダイワエルシエーロ     |
|        | 7.     | 3      | ハリウッド | アメリカンオークス | G1      | 13    |       | 6     | 2.4（01人）     | 2着  | 武豊           | 55        | 芝2000m（良） |                   | 0.0       | Ticker Tape            |
|        | 10.    | 17     | 京都       | 秋華賞             | GI      | 18    | 1     | 2     | 1.7（01人）     | 4着  | 武豊           | 55        | 芝2000m（良） | 1:59.3 (35.7)     | 0.9       | スイープトウショウ     |
|        | 10.    | 31     | 東京       | 天皇賞（秋）       | GI      | 17    | 2     | 4     | 38.3（13人）    | 2着  | C.ルメール     | 54        | 芝2000m（稍） | 1:59.1 (34.9)     | 0.2       | ゼンノロブロイ         |
|        | 11.    | 21     | 京都       | マイルCS           | GI      | 16    | 8     | 15    | 7.2（04人）     | 2着  | C.ルメール     | 54        | 芝1600m（良） | 1:33.3 (34.4)     | 0.3       | デュランダル           |
|        | 12.    | 12     | 沙田       | 香港C              | G1      | 14    |       | 14    |                 | 13着 | O.ペリエ       | 54        | 芝2000m（良） | 2:04.9            | 1.6       | Alexander Goldrun      |
| 2005.  | 5.     | 15     | 東京       | 京王杯SC           | GII     | 18    | 7     | 15    | 3.6（01人）     | 9着  | K.デザーモ     | 56        | 芝1400m（良） | 1:21.4 (34.9)     | 1.1       | アサクサデンエン       |
|        | 6.     | 5      | 東京       | 安田記念           | GI      | 18    | 3     | 5     | 7.5（03人）     | 18着 | K.デザーモ     | 56        | 芝1600m（良） | 1:36.0 (38.2)     | 3.7       | アサクサデンエン       |
|        | 8.     | 14     | 札幌       | クイーンS          | GII     | 14    | 5     | 8     | 3.3（02人）     | 8着  | 藤田伸二       | 57        | 芝1800m（良） | 1:47.8 (36.8)     | 1.1       | レクレドール           |
|        | 8.     | 21     | 札幌       | 札幌記念           | GII     | 14    | 7     | 12    | 6.0（03人）     | 12着 | 横山典弘       | 55        | 芝2000m（良） | 2:03.6 (39.1)     | 2.5       | ヘヴンリーロマンス     |
|        | 10.    | 16     | 東京       | 府中牝馬S          | GII     | 17    | 2     | 4     | 5.3（02人）     | 8着  | 北村宏司       | 56        | 芝1800m（稍） | 1:47.4 (32.7)     | 0.7       | ヤマニンアラバスタ     |
|        | 10.    | 30     | 東京       | 天皇賞（秋）       | GI      | 18    | 6     | 12    | 53.9（13人）    | 3着  | 北村宏司       | 56        | 芝2000m（良） | 2:00.1 (33.3)     | 0.0       | ヘヴンリーロマンス     |
|        | 11.    | 20     | 京都       | マイルCS           | GI      | 17    | 4     | 8     | 17.8（05人）    | 4着  | 北村宏司       | 55        | 芝1600m（良） | 1:32.3 (34.8)     | 0.2       | ハットトリック         |
| 2006.  | 4.     | 15     | 阪神       | マイラーズC        | GII     | 11    | 6     | 6     | 4.5（02人）     | 2着  | 武豊           | 55        | 芝1600m（稍） | 1:36.3 (34.6)     | 0.1       | ダイワメジャー         |
|        | 5.     | 14     | 東京       | ヴィクトリアM      | GI      | 18    | 1     | 1     | 3.9（02人）     | 1着  | 北村宏司       | 55        | 芝1600m（稍） | 1:34.0 (33.8)     | -0.2      | エアメサイア           |
|        | 6.     | 4      | 東京       | 安田記念           | GI      | 18    | 1     | 2     | 7.3（04人）     | 5着  | 北村宏司       | 56        | 芝1600m（良） | 1:33.3 (34.2)     | 0.7       | ブリッシュラック       |
|        | 7.     | 1      | ハリウッド | キャッシュコールM  | G3      | 8     |       | 9     |                 | 1着  | V.エスピノーザ | 55.5      | 芝1600m（良） | 1:33.3            | 0.0       | (Sweet Talker)         |
|        | 10.    | 8      | 東京       | 毎日王冠           | GII     | 16    | 5     | 10    | 5.5（02人）     | 2着  | 北村宏司       | 56        | 芝1800m（良） | 1:45.5 (34.4)     | 0.0       | ダイワメジャー         |
|        | 10.    | 29     | 東京       | 天皇賞（秋）       | GI      | 16    | 2     | 4     | 7.1（05人）     | 6着  | 北村宏司       | 56        | 芝2000m（良） | 1:59.3 (35.5)     | 0.5       | ダイワメジャー         |
|        | 11.    | 19     | 京都       | マイルCS           | GI      | 18    | 4     | 7     | 6.7（03人）     | 2着  | 武豊           | 55        | 芝1600m（良） | 1:32.8 (34.5)     | 0.1       | ダイワメジャー         |
|        | 12.    | 10     | 沙田       | 香港マイル         | G1      | 14    |       | 14    |                 | 12着 | 武豊           | 55.5      | 芝1600m（良） | 1:34.5            |           | The Duke               |

## 繁殖成績
|        | 馬名               | 誕生年 | 性 | 毛色   | 父                       | 馬主                                             | 厩舎                                                                             | 戦績・備考                                   |
| ------ | ------------------ | ------ | -- | ------ | ------------------------ | ------------------------------------------------ | -------------------------------------------------------------------------------- | -------------------------------------------- |
| 初仔   | ダンスファンタジア | 2008年 | 牝 | 鹿毛   | ファルブラヴ             | （有）社台レースホース                           | 美浦・藤沢和雄                                                                   | 29戦3勝（引退・繁殖） フェアリーS-GIII       |
| 2番仔  | サトノプレジデント | 2009年 | 騸 | 黒鹿毛 | シンボリクリスエス       | 里見治                                           | 美浦・藤沢和雄                                                                   | 22戦2勝（引退）                              |
| 3番仔  | マンインザムーン   | 2010年 | 騸 | 芦毛   | チチカステナンゴ         | （有）社台レースホース                           | 美浦・藤沢和雄                                                                   | 21戦2勝（引退） 2016年より福島競馬場の誘導馬 |
| 4番仔  | シャドウダンサー   | 2011年 | 騸 | 黒鹿毛 | ホワイトマズル           | 飯塚知一                                         | 栗東・角居勝彦*                                                                  | 33戦4勝（引退）                              |
| 5番仔  | フローレスダンサー | 2012年 | 牝 | 鹿毛   | ハービンジャー           | （有）社台レースホース                           | 栗東・松田博資                                                                   | 13戦1勝（引退・繁殖）                        |
| 6番仔  | カイザーバル       | 2013年 | 牝 | 黒鹿毛 | エンパイアメーカー       | （有）社台レースホース                           | 栗東・角居勝彦*                                                                  | 21戦5勝（引退・繁殖）                        |
| 7番仔  | ムードメーカー     | 2014年 | 牡 | 黒鹿毛 | エンパイアメーカー       | （有）社台レースホース                           | 美浦・菊沢隆徳                                                                   | 2戦0勝（引退）                               |
| 8番仔  | シャンデリアスピン | 2015年 | 牝 | 青鹿毛 | ノヴェリスト             | （有）社台レースホース                           | 栗東・松永幹夫                                                                   | 5戦0勝（引退・繁殖）                         |
| 9番仔  | ダンスディライト   | 2016年 | 牡 | 黒鹿毛 | キングカメハメハ         | （有）社台レースホース                           | 栗東・松永幹夫                                                                   | 19戦4勝（引退）                              |
|        | （不受胎）         | 2017年 |    |        | キングカメハメハ         |                                                  |                                                                                  |                                              |
| 10番仔 | インフォーマント   | 2018年 | 牡 | 黒鹿毛 | ノヴェリスト             | （有）社台レースホース →（株）ファーストビジョン | 美浦・加藤征弘 →北海道・林和弘 →大井・阪本一栄 →金沢・加藤和宏 →名古屋・地辺幸一 | 91戦7勝（現役）                              |
| 11番仔 | エトーソ           | 2019年 | 牝 | 鹿毛   | キングカメハメハ         | 吉田照哉                                         | 栗東・清水久詞                                                                   | 4戦0勝（引退・繁殖）                         |
|        | （不受胎）         | 2020年 |    |        | ロードカナロア           |                                                  |                                                                                  |                                              |
|        | （不受胎）         | 2021年 |    |        | ブリックスアンドモルタル |                                                  |                                                                                  |                                              |

- 産駒の成績は2024年10月8日現在。
- *：角居の酒気帯び運転による調教停止中栗東・中竹和也厩舎に転厩していた馬。シャドウダンサーは中竹厩舎所属のまま引退。

## 血統表
| ダンスインザムードの血統                           | ダンスインザムードの血統               | ダンスインザムードの血統               | （血統表の出典）                       | （血統表の出典） |
| 父系                                               | サンデーサイレンス系                   | サンデーサイレンス系                   | サンデーサイレンス系                   |                  |
| 父 * サンデーサイレンス Sunday Silence 1986 青鹿毛 | 父の父Halo 1969 黒鹿毛                 | Hail to Reason                         | Turn-to                                | Turn-to          |
| 父 * サンデーサイレンス Sunday Silence 1986 青鹿毛 | 父の父Halo 1969 黒鹿毛                 | Hail to Reason                         | Nothirdchance                          |                  |
| 父 * サンデーサイレンス Sunday Silence 1986 青鹿毛 | 父の父Halo 1969 黒鹿毛                 | Cosmah                                 | Cosmic Bomb                            | Cosmic Bomb      |
| 父 * サンデーサイレンス Sunday Silence 1986 青鹿毛 | 父の父Halo 1969 黒鹿毛                 | Cosmah                                 | Almahmoud                              |                  |
| 父 * サンデーサイレンス Sunday Silence 1986 青鹿毛 | 父の母Wishing Well 1975 鹿毛           | Understanding                          | Promised Land                          | Promised Land    |
| 父 * サンデーサイレンス Sunday Silence 1986 青鹿毛 | 父の母Wishing Well 1975 鹿毛           | Understanding                          | Pretty Ways                            |                  |
| 父 * サンデーサイレンス Sunday Silence 1986 青鹿毛 | 父の母Wishing Well 1975 鹿毛           | Mountain Flower                        | Montparnasse                           | Montparnasse     |
| 父 * サンデーサイレンス Sunday Silence 1986 青鹿毛 | 父の母Wishing Well 1975 鹿毛           | Mountain Flower                        | Edelweiss                              |                  |
| 母 *ダンシングキイ Dancing Key 1983 鹿毛           | 母の父Nijinsky II 1967 鹿毛            | Northern Dancer                        | Nearctic                               | Nearctic         |
| 母 *ダンシングキイ Dancing Key 1983 鹿毛           | 母の父Nijinsky II 1967 鹿毛            | Northern Dancer                        | Natalma                                |                  |
| 母 *ダンシングキイ Dancing Key 1983 鹿毛           | 母の父Nijinsky II 1967 鹿毛            | Flaming Page                           | Bull Page                              | Bull Page        |
| 母 *ダンシングキイ Dancing Key 1983 鹿毛           | 母の父Nijinsky II 1967 鹿毛            | Flaming Page                           | Flaring Top                            |                  |
| 母 *ダンシングキイ Dancing Key 1983 鹿毛           | 母の母Key Partner 1976 黒鹿毛          | Key to the Mint                        | Graustark                              | Graustark        |
| 母 *ダンシングキイ Dancing Key 1983 鹿毛           | 母の母Key Partner 1976 黒鹿毛          | Key to the Mint                        | Key Bridge                             |                  |
| 母 *ダンシングキイ Dancing Key 1983 鹿毛           | 母の母Key Partner 1976 黒鹿毛          | Native Partner                         | Raise a Native                         | Raise a Native   |
| 母 *ダンシングキイ Dancing Key 1983 鹿毛           | 母の母Key Partner 1976 黒鹿毛          | Native Partner                         | Dinner Partner                         |                  |
| 母系(F-No.)                                        | Dinner Partner系(FN:7)                 | Dinner Partner系(FN:7)                 | Dinner Partner系(FN:7)                 | [ § 2 ]          |
| 5代内の近親交配                                    | Almahmoud4×5、Native Dancer5･5（母内） | Almahmoud4×5、Native Dancer5･5（母内） | Almahmoud4×5、Native Dancer5･5（母内） | [ § 3 ]          |
| 出典                                               | 1. 2. 3.                               | 1. 2. 3.                               | 1. 2. 3.                               | 1. 2. 3.         |

- 兄弟は全兄姉にダンスパートナー、ダンスインザダーク、キングフラダンス、エアギャングスター、全弟にトーセンダンス（種牡馬）、半兄にエアダブリンなどがいる。
- 叔母Key Flyerは、母ダンシングキイの全妹で、その孫にスズカマンボ（天皇賞・春）がいる。他にも、牝馬の近親の多くが輸入され、産駒の多くが日本で競走生活を送っている。